# ジェレミー・ライト
ジェレミー・ポール・ライト (Jeremy Paul Wright, QC 1972年10月24日 - ) は、2018年から2019年までデジタル・文化・メディア・スポーツ大臣を務めたイギリスの弁護士であり政治家である。保守党に所属し、2010年からケニルワース・アンド・サザム選挙区選出庶民院議員を務めている。ライトは2005年に初めて次回の総選挙には廃止されることになるラグビー・アンド・ケニルワース選挙区から議員に選出された。

## 若いころ
ライトはサマセット州 トーントン生まれ。 彼の両親は両方とも教師であり、彼にはイギリス海軍の 司令官を務めた兄弟がいます。 ライトは、ニューヨーク市の トーントンスクールとトリニティスクールの 2つの独立した学校で教育を受けた後、エクセター大学 で法学士号を取得。 
1996年に内宮 の法廷に召集され、 2005年に議会に選出されるまでミッドランドの刑法に特化した 彼はバーミンガムのNo.5チェンバーズのメンバーであり続けていますが、2013年5月の時点で正式に非実践者としてリストされている。  

## 議会の経歴
ライトは2005年の総選挙で最初に議会に選出されたとき、 1997年の総選挙以来選挙区を代表していた現職の 労働党議員アンディキングからラグビーとケニルワースの議席を獲得した。 2010年の選挙で、彼は新しく作成されたケニルワースとサザムの選挙区を維持し、過半数を12,552に増やした。  
2007年7月、ライトは野党ホイップとして任命され、2010年から2012年まで政府のホイップを務め、財務省長官の職を務めた。    2005年から2007年まで憲法問題選択委員会のメンバーを務めた。   2012年9月、ライトは法務省の議会下院長官に任命された。 彼の具体的な責任は、刑務所およびリハビリテーション大臣としてでし   2014年7月15日には司法長官に任命され、 ドミニクグリーブに代わった。 この役割のために、彼は女王の顧問に任命された 。  